# Bjarte Bruland

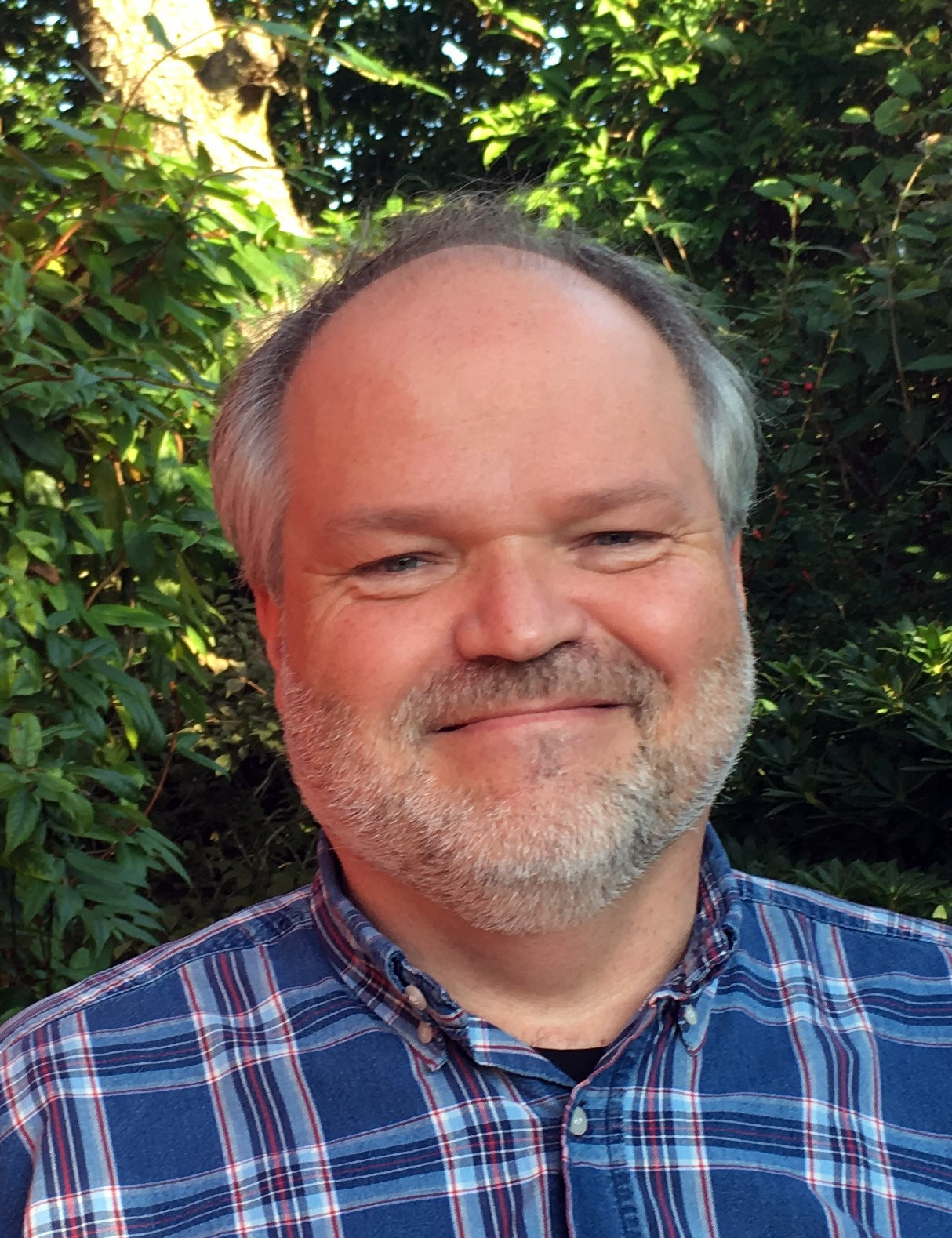
Bjarte Bruland (2017)

Bjarte Bruland (geboren 11. April 1969 in Førde) ist ein norwegischer Historiker.

## Leben
Bjarte Bruland studierte Geschichte. Als cand.phil. wurde er 1996 vom Justizministerium in einen Untersuchungsausschuss berufen, der die Arisierung in Norwegen und die Restitutionsansprüche der verfolgten Juden untersuchen sollte. Während die Ausschussmehrheit keine weiteren Entschädigungen empfahl, gab er zusammen mit der Psychologin Berit Reisel ein Minderheitenvotum ab, das aufgrund weiteren politischen Drucks Basis für eine Entschädigung wurde. Bruland arbeitete zwischen 2007 und 2019 als Kurator am Jødisk Museum i Oslo und als Leiter des Jüdischen Museums Trondheim. Er wurde 2018 an der Universität Bergen promoviert. Bruland forscht zur Geschichte der Juden in Norwegen und insbesondere zur Judenvernichtung in der Zeit der deutschen Besatzung Norwegens nach 1940. 

## Schriften (Auswahl)
- mit Berit Reisel: The Reisel/Bruland report on the confiscation of Jewish property in Norway during World War II. Regierungsveröffentlichung. Oslo, 1997[4]
- mit Moritz Nachtstern; Ragnar Arntzen; Sidsel Nachtstern: Falskmyntner i Sachsenhausen : hvordan en norsk jøde overlevde Holocaust. Oslo : Spartacus, 2006
- Det norske holocaust : forsøket på å tilintetgjøre de norske jødene. Oslo: HL-senteret, 2008, ISBN 9788299750394
- Øyenvitner : rapport etter norske jøders hjemkomst fra konsentrasjonsleirene. Oslo : Dinamo, 2012, ISBN 9788280712646
- Norway's Role in the Holocaust. In: Jonathan C. Friedman: The Routledge History of the Holocaust. Routledge 2011, ISBN 978-0-415-77956-2, S. 232 ff.
- Hva hendte i Norge? : Shoah og de norske jødene ; fra utstillingen "Husk oss til livet". Oslo : Jødisk Museum i Oslo, 2014
- Det norske holocaust : forsøket på å tilintetgjøre de norske jødene. Oslo : HL-Senteret, Senteret for Studier av Holocaust og Livssynsminoriteter, 2008
- Holocaust i Norge : registrering, deportation, tilintetgjørelse. Oslo : Dreyer, 2017
  - Holocaust in Norwegen : Registrierung, Deportation, Vernichtung. Übersetzung Jochen Pöhlandt. Göttingen : Vandenhoeck & Ruprecht, 2019, ISBN 9783525310779